# Aviva Stadium
Aviva Stadium, ili Aviva Stadion (irski: Staid Aviva) je ime novog irskog stadiona u Dublinu, koji je otvoren 14. svibnja 2010. godine. Zamijenio je srušeni Lansdowne Road Stadium, a kapacitet stadiona je oko 50 000 sjedala. Njegovi glavni korisnici su Irski ragbijaški savez (Irish Rugby Union) i Irska nogometna reprezentacija. 12. veljače 2009. je najavljeno da će se "novi Lansdowne Road stadion" zvati "Aviva Stadium" nakon dogovora s tvrtkom Hibernian Aviva vrijedna 40 milijuna €. Dogovor traje sljedećih 10 godina.

## Poznati događaji
Aviva Stadium je prvi irski "UEFA Elite" stadion i ugostit će Finale UEFA Europske lige 2011., također i  "Turnir četiri nacije" 2011. (turnir između 4 nacije Ujedinjenog Kraljevstva, osim Engleske); na turniru će se odigrati šest utakmica na Aviva Stadiumu, dvije u veljači i četiri u svibnju. U svibnju 2011. će biti i Finale UEFA Europske lige. Ovaj je stadion od 2010. stalni domaćin finala FAI kupa, irskog nogometnog kupa.

## Vanjske poveznice
- Službena stranica

| Prethodnik:        | Domaćin Finala UEFA Europske lige 2011. | Nasljednik:        |
| HSH Nordbank Arena | Domaćin Finala UEFA Europske lige 2011. | Stadionul Naţional |